# Imigração na Argentina

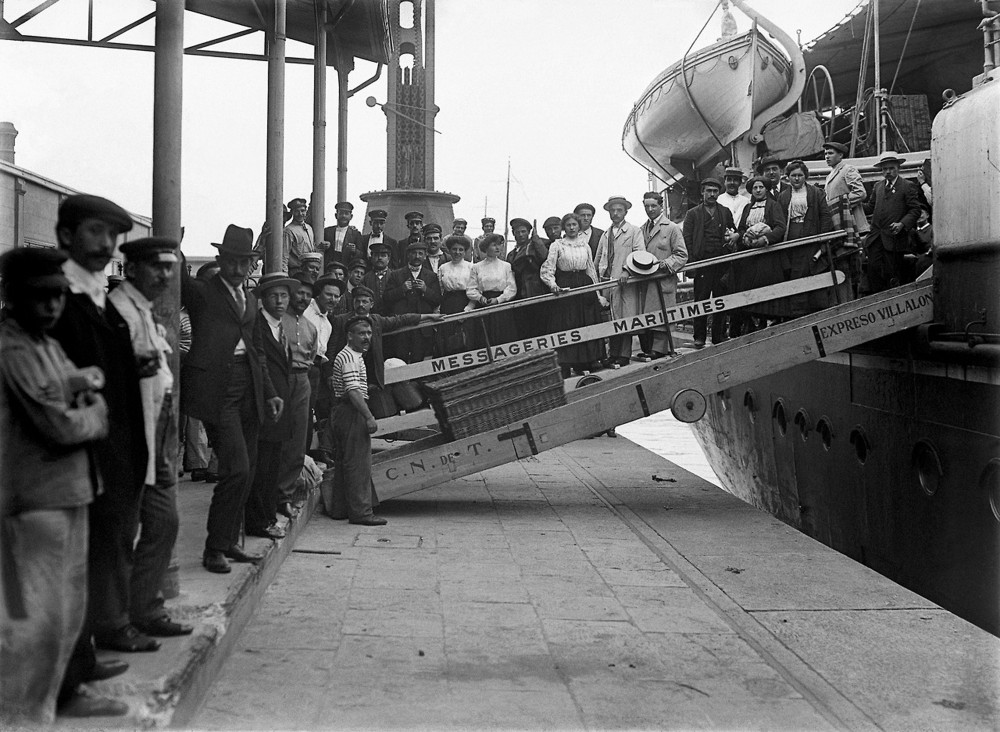
Imigração na Argentina

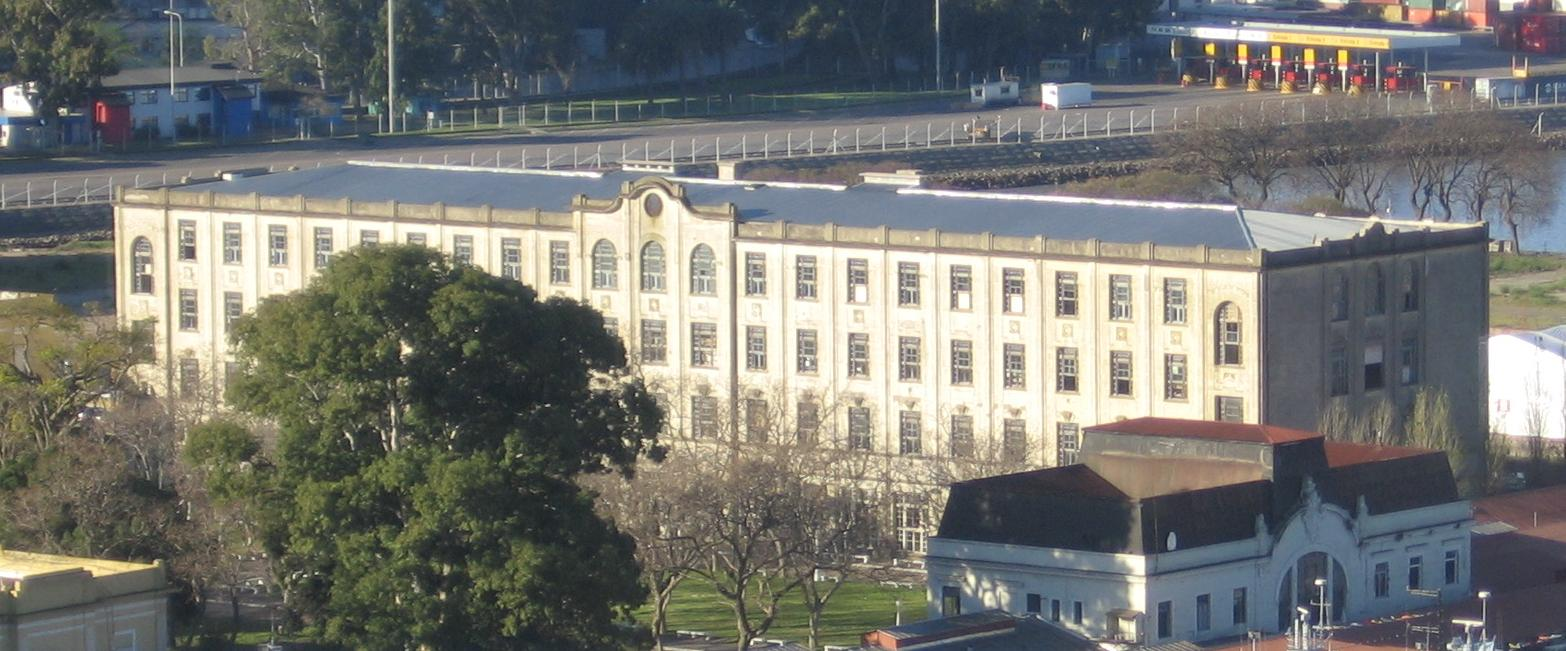

Os habitantes originais da Argentina eram descendentes de povos asiáticos que atravessaram o Estreito de Bering até a América do Norte e, então, em milhares de anos, atingiram o sul da América do Sul, chamados de ameríndios. 
Desde então, a Argentina recebeu imigrantes de diversos locais do mundo, sobretudo da Europa, principalmente italianos e  espanhóis.
Aquando da sua organização constitucional, em meados do século XIX, a Argentina era um país pouco povoado, com uma população inferior à de outros países sul-americanos, como a Bolívia, o Chile e o Peru. Graças à política de imigração, a Argentina passou de uma população de 1,1 milhões de habitantes em 1850 (3,5% da América Latina) para 11,8 milhões em 1930 (11,1% da América Latina). O primeiro recenseamento nacional (em 1869) indicava um total de 1.737.000 habitantes. Em 1960, o país tinha pouco mais de 20 milhões, ou seja, em 90 anos tinha multiplicado por 10 a sua população inicial, enquanto que no mesmo período a população mundial tinha-se multiplicado por 5. Entre 1870 e 2000, o saldo migratório do país (resultado líquido da imigração menos a emigração) foi estimado em cerca de 6,3 milhões de pessoas.
A população imigrante representou uma parte fundamental da composição demográfica da Argentina, representando 12,1%, 25,4% e 29,9% da população nos censos de 1869, 1895 e 1914, respetivamente. Após o censo de 1960, esta percentagem diminuiu gradualmente para 4,2% no censo de 2001. O censo de 2010 registou que, na altura, a Argentina tinha 1.805.957 imigrantes no seu território, um aumento de 4,5 por cento. De acordo com um relatório da ONU de 2017, estima-se que 2,2 milhões de estrangeiros vivem no país, o maior número da América Latina, e a Argentina ocupa o 28º lugar no ranking mundial. No relatório de 2020, este número ascendia a 2 281 728, representando 5,03% da população total. De acordo com o recenseamento de 2022, em comparação com o recenseamento de 2010, o número aumentou para 1 933 463, mas a sua percentagem da população total diminuiu para 4,2 por cento. Apesar disso, um estudo da RENAPER indicou a presença de 3.094.372 imigrantes na Argentina até agosto de 2023.

## Origem dos imigrantes na Argentina até 1940
Historicamente um país de imigrantes, a Argentina recebeu 6 milhões de estrangeiros entre o final do século XIX e a primeira metade do século XX, a maioria deles italianos e espanhóis, sendo que metade deles se estabeleceu definitivamente no país, a outra metade tendo retornado a seus países de origem. Em 1869, os estrangeiros já representavam 12% da população argentina, numa população de apenas 1.800.000 habitantes. Em 1914, os estrangeiros chegaram a compor 30% da população da Argentina e 60% dos habitantes de Buenos Aires.
Origem dos imigrantes na Argentina até 1940: